# グラント郡 (オクラホマ州)
座標: 北緯36度48分 西経97度47分 / 北緯36.80度 西経97.79度
グラント郡（グラントぐん、英: Grant County）は、アメリカ合衆国のオクラホマ州にある郡。2000年時点での人口は5,144人で、郡庁所在地はメドフォード (Medford)。

## 歴史
現在のグラント郡周辺はもともとチェロキーの人々の土地だったが、1893年9月16日に合衆国の要求に応じて開拓者らに解放された。開拓者らはこの地域を元大統領のユリシーズ・グラントにちなみ、総選挙が行われた1894年11月6日にグラント郡と名づけた。また、郡内の最大都市であるメドフォードは選挙中の1908年5月27日に郡庁所在地になった。

## 地理
アメリカ合衆国国勢調査局によると、この郡は総面積2,599 km2 (1,004 mi2) である。このうち2,591 km2 (1,001 mi2)が陸地で、8 km2 (3 mi2) が河川や湖沼などの水域である。総面積のうち0.30%が水域となっている。

### 幹線道路
- 国道60号線
- 国道64号線
- 国道81号線
- 州道11号線

### 隣接する郡
- サムナー郡 (カンザス州)（北）
- ケイ郡（東）
- ガーフィールド郡（南）
- アルファルファ郡（西）
- ハーパー郡 (カンザス州)（北西）

## 人口動静

2000年の時点での郡の人口ピラミッド

2000年の国勢調査によると、グラント郡には5,144人、2,089世帯、及び1,456家族が暮らしている。人口密度は2/km2 (5/mi2) で、1/km2 (3/mi2) の平均的な密度に2,622軒の住居が建っている。この郡の人種の構成は白人95.31%、黒人（アフリカ系アメリカ人）0.08%、先住民2.45%、アジア系0.14%、太平洋諸島系0.02%、その他の人種0.70%、及び混血1.30%で、1.85%の人々がヒスパニックまたはラテン系である。
グラント郡に住む2,089世帯のうち、30.70%は18歳未満の子供と暮らしており、60.40%は夫婦で生活している。6.30%は未婚の女性が世帯主であり、30.30%は家族以外の住人と同居している。28.40%は独居で、全世帯の15.80%は65歳以上の独居老人世帯である。1世帯あたりの平均人数は2.42人であり、家庭の場合は2.95人である。
郡の住民は25.20%が18歳未満の子供で、18歳以上24歳以下が6.50%、25歳以上44歳以下が24.10%、45歳以上64歳以下が22.80%、および65歳以上が21.40%となっている。平均年齢は41歳である。女性100人ごとに対して男性は94.40人いて、18歳以上の女性100人ごとに対して男性は94.80人いる。
郡の世帯ごとの平均収入は28,977米ドルで、家族ごとでは35,833米ドルである。男性の26,837米ドルに対して女性は19,036米ドルの平均的な収入がある。この郡の一人当たりの収入 (per capita income) は15,709米ドルである。総人口の13.70%、家族の10.50%は貧困線以下である。18歳未満の子供の19.60%および65歳以上の11.90%は貧困線以下の生活を送っている。

## 都市および町
- ディア・クリーク (en:Deer Creek, Oklahoma)
- ジェファーソン (en:Jefferson, Oklahoma)
- ラモント (en:Lamont, Oklahoma)
- マンチェスター (en:Manchester, Oklahoma)
- メドフォード (en:Medford, Oklahoma)
- ナッシュ (en:Nash, Oklahoma)
- ポンド・クリーク (en:Pond Creek, Oklahoma)
- レンフロウ (en:Renfrow, Oklahoma)
- ワキータ (en:Wakita, Oklahoma)

## NRHPの史跡
グラント郡では下記の地点がアメリカ合衆国国家歴史登録財 (NRHP) に登録されている。
- ナッシュヴィル銀行（ナッシュ）
- デイトン学校（ラモント）
- ディア・クリーク総合スーパー（ディア・クリーク）
- グラント郡庁舎（メドフォード）
- メドフォード水泳プールとその脱衣所（メドフォード）